# Breg ob Bistrici
Breg ob Bistrici je naselje v Občini Tržič. Vas ima kanalizacijo, elektriko, javno razsvetljavo in bakreno parico za internetno povezavo,katera ne zadošča modernim potrebam. Najbljižja avtobusna postaja je Žiganja vas. Naselje ima tudi 18 hiš. V vasi se nahaja tudi avtomehanična delavnica